# Nama havardii
Nama havardii är en strävbladig växtart som beskrevs av Asa Gray. Nama havardii ingår i släktet Nama och familjen strävbladiga växter. Inga underarter finns listade i Catalogue of Life.